# ینگی مرگیلان
ینگی مرگیلان (به ازبکی: Yangi Margilan) یک منطقهٔ مسکونی در ازبکستان است که در ولایت فرغانه واقع شده‌است. ینگی مرگیلان ۲۳٬۵۳۱ نفر جمعیت دارد.